# Bruxelles-Paris
Bruxelles-Paris est une ancienne course cycliste, de plus de 350 kilomètres, organisée de 1910 à 1943 entre Bruxelles en Belgique et la Capitale française. 
L'hebdomadaire sportif français L'Écho des Sports, créé en 1904 et disparu en 1944, est à l'initiative de cette course.
En 1928, « à la suite d'une chute collective dans le tunnel d'accès au vélodrome Buffalo à Paris, une course aux points a été organisée pour départager les huit premiers de l'épreuve. » (Source : Mémoire du cyclisme).

## Palmarès
| Année | Vainqueur         | Deuxième          | Troisième                        |
| ----- | ----------------- | ----------------- | -------------------------------- |
| 1910  | Louis Mottiat     |                   |                                  |
| 1924  | Hector Martin     | Albert Bolly      | Omer Taverne                     |
| 1925  | Armand Thewis     | Jean De Busschere | Maurice Van Hyfte                |
| 1926  | Gérard Debaets    | Jules Matton      | Julien Delbecque                 |
| 1927  | Maurice Ville     | Joseph Wauters    | Romain Bellenger                 |
| 1928  | Joseph Dervaes    | Aimé Dossche      | Leopold Matton August Mortelmans |
| 1929  | Hector Van Rossem | Joseph Mauclair   | August Mortelmans                |
| 1943  | Marcel Kint       | Frans Bonduel     | Désiré Keteleer                  |